# Lasha Shavdatuashvili
Lasha Shavdatuashvili (in georgiano ლაშა შავდათუაშვილი?; Gori, 31 gennaio 1992) è un judoka georgiano, campione olimpico nella categoria fino a 66 kg a Londra 2012 e medaglia di bronzo nei 73 kg a Rio de Janeiro 2016 e di argento a Tokyo 2020.

## Palmarès
- Giochi olimpici

Londra 2012: oro nei 66 kg.
Rio de Janeiro 2016: bronzo nei 73 kg.
Tokyo 2020: argento nei 73 kg.
- Mondiali

Rio de Janeiro 2013: oro nella gara a squadre maschile.
Čeljabinsk 2014: bronzo nella gara a squadre maschile.
Astana 2015: bronzo nella gara a squadre maschile.
Budapest 2021: oro nei 73 kg.
Doha 2023: bronzo nella gara a squadre mista.
- Giochi europei

Baku 2015: argento nella gara a squadre maschile.
Cracovia 2023: oro nella gara a squadre mista.
- Europei

Čeljabinsk 2012: oro nella gara a squadre maschile, bronzo nei 66 kg.
Budapest 2013: oro nei 66 kg e nella gara a squadre maschile.
Kazan' 2016: oro nella gara a squadre maschile, argento nei 73 kg.
Varsavia 2017: oro nella gara a squadre maschile.
Praga 2020: argento nei 73 kg.
Zagabria 2024: argento nella gara a squadre mista, bronzo nei 73 kg.
Podgorica 2025: oro nella gara a squadre mista.

### Vittorie nel circuito IJF
| Data            | Località  | Paese               | Categoria  |
| --------------- | --------- | ------------------- | ---------- |
| 2 maggio 2015   | Zagabria  | Croazia             | Gran Prix  |
| 14 maggio 2016  | Almaty    | Kazakistan          | Gran Prix  |
| 31 marzo 2018   | Tbilisi   | Georgia             | Gran Prix  |
| 27 ottobre 2018 | Abu Dhabi | Emirati Arabi Uniti | Grand Slam |